# Les clés de la Maison Blanche
Le système des clés de la Maison Blanche est un système de prédiction permettant de déterminer le résultat des élections présidentielles aux États-Unis. Également connu sous le nom des 13 clés, il a été développé par l'historien américain Allan Lichtman et le géophysicien russe Vladimir Keilis-Borok en 1981. Ils ont pour cela adapté des méthodes de prédiction non éprouvées que Keilis-Borok avait conçues pour la prévision des tremblements de terre.

## Méthode
Le système est constitué de treize points qui utilisent des énoncés vrais ou faux : le candidat du parti au pouvoir est censé gagner l'élection lorsque cinq éléments ou moins de la liste de contrôle sont faux. Au contraire, le candidat du parti rival est censé gagner quand six éléments ou plus de la liste de contrôle sont faux,,.En raison du caractère qualitatif de certains éléments de la liste de contrôle, le système repose largement sur les connaissances et les compétences analytiques de son utilisateur.
Selon Lichtman, la fiabilité du système prouve que les électeurs américains choisissent leur prochain président en fonction de la qualité de la gouvernance du pays au cours des quatre années précédentes. Les campagnes électorales ont dès lors peu, voire pas, d’effet significatif sur les électeurs américains. Les électeurs rééliront le président ou éliront le candidat de son parti qui se présentera à sa place s'ils sont satisfaits de la gouvernance du pays ; s'ils ne sont pas satisfaits, ils transféreront la présidence au parti qui les conteste,.
Dans le détail, les critères sont, : 
1. Après les élections de mi-mandat, le parti sortant détient plus de sièges à la Chambre des représentants des États-Unis qu’après les élections de mi-mandat précédentes.
2. L’investiture du parti sortant n’est pas concurrencée.
3. Le candidat du parti sortant est le président en exercice.
4. Il n’y a pas de campagne significative d’un tiers ou d’un indépendant.
5. L’économie à court terme n’est pas en récession pendant la campagne électorale.
6. À long terme, la croissance économique réelle par habitant pendant le mandat est égale ou supérieure à celle des deux mandats précédents.
7. L’administration sortante apporte des changements majeurs à la politique nationale.
8. Il n’y a pas eu de troubles sociaux majeurs pendant le mandat.
9. L’administration sortante n’est pas entachée par des scandales.
10. L’administration sortante ne subit pas d’échec majeur dans les affaires étrangères ou militaires.
11. L’administration sortante remporte un succès majeur dans les affaires étrangères ou militaires.
12. Le candidat du parti sortant est charismatique ou est un héros national.
13. Le candidat du parti d’opposition n’est pas charismatique ou n’est pas un héros national.

## Mise en application
Lichtman a correctement quasiment toujours prédit le vainqueur des élections présidentielles américaines depuis 1984 au moyen de son système.
Sa prédiction de la victoire de Kamala Harris sur Donald Trump en 2024 s'est cependant avérée inexacte. Il est de même pour Al Gore en 2000, tandis que la nature et l'exactitude de ses prédictions concernant Donald Trump en 2016 ont aussi fait l'objet de controverses.